# شيآن إيمرز
شيآن إيمرز هو لاعب كرة قدم بلجيكي في مركز الوسط، ولد في 20 يوليو 1999 في لوغانو في سويسرا. لعب مع إنتر ميلان ونادي جينك.

## وصلات خارجية
- شيآن إيمرز على موقع الاتحاد الأوربي (الإنجليزية)
- شيآن إيمرز على موقع قاعدة بيانات كرة القدم.إي يو (الإنجليزية)
- شيآن إيمرز على موقع Soccerbase.com (لاعب) (الإنجليزية)
- شيآن إيمرز على موقع Soccerway.com (الإنجليزية)
- شيآن إيمرز على موقع عالم كرة القدم.نت (الإنجليزية)
- شيآن إيمرز على موقع AS.com (الإسبانية)